# Adenophora wulingshanica
Adenophora wulingshanica är en klockväxtart som beskrevs av Hong De-Yuan. Adenophora wulingshanica ingår i släktet kragklockor, och familjen klockväxter.

## Underarter
Arten delas in i följande underarter:
- A. w. alterna
- A. w. wulingshanica